# Королевский кодекс (Новый Завет)
Королевский кодекс (лат. Codex Regius; условное обозначение: Le или 019) — унциальный манускрипт VIII века, содержащий тексты четырёх Евангелий на 257 пергаментнах листах (23,5 x 17 см). 

## Особенности рукописи
В рукописи имеется пять малых лакун (Матф 4,22-5,14; 28,17-20; Марк 10,16-30; 15,2-20; Иоан 21,15-25). Текст Иоана 7,53-8,11 пропущен. В Королевском кодексе на полях рукописи приведены разбиение Аммония и номера канонов Евсевия. 
Самой интересной особенностью кодекса считается наличие двух концовок в Евангелии от Марка.
Греческий текст рукописи отражает александрийский тип текста. Текст рукописи отнесен к II категории Аланда. Текст рукописи, по своему типу, очень близок Ватиканскому кодексу (В) и представляет большую текстуальную ценность. По мнению исследователей это 4-й свидетель текста Евангелия (после p75, Ватиканского кодекса и Синайского кодекса). 
Матфей 27,49
ἄλλος δὲ λαβὼν λόγχην ἒνυξεν αὐτοῦ τὴν πλευράν, καὶ ἐξῆλθεν ὖδορ καὶ αἳμα (но один взял копье и пронзил Ему ребра, и тотчас истекла вода и кровь). Прибавка взята с Евангелие от Иоанна 19,34 и является характерной чертой рукописей александрийской традиции.
Текст рукописи был издан Тишендорфом в 1846 г (Monumenta sacra inedita), но с ошибками. 
Сейчас рукопись хранится в Национальной библиотеке Франции (Gr. 62), в Париже.